# David Zobel
David Zobel (Starnberg, 11 de junio de 1996) es un deportista alemán que compite en biatlón. Ganó una medalla de plata en el Campeonato Europeo de Biatlón de 2025, en la prueba de relevo.

## Palmarés internacional
| Campeonato Europeo | Campeonato Europeo | Campeonato Europeo | Campeonato Europeo |
| Año                | Lugar              | Medalla            | Prueba             |
| ------------------ | ------------------ | ------------------ | ------------------ |
| 2025               | Martello (Italia)  | Medalla de plata   | Relevo             |